# Christian Guerra
Christian Daniel „Kisho” Guerra Hernández (ur. 27 czerwca 1995 w Poptún) – gwatemalski piłkarz występujący na pozycji defensywnego lub środkowego pomocnika, reprezentant Gwatemali.

## Kariera klubowa
Guerra pochodzi z miasta Poptún w departamencie Petén. Już w wieku 15 lat rozpoczął pracę jako mechanik w lokalnym warsztacie samochodowym. W międzyczasie otrzymał angaż w czwartoligowym klubie San Luis FC, który jednak z powodów organizacyjnych nie zdołał przystąpić do rozgrywek. Następnie występował w lokalnym, nowo powstałym Poptún FC z czwartej ligi, łącząc grę w piłkę z pracą w warsztacie. Jego kolejnym klubem był La Libertad FC, z którym wywalczył awans do trzeciej ligi gwatemalskiej.
Latem 2019 Guerra został polecony przez swojego trenera z La Libertad szkoleniowcowi pierwszoligowego Deportivo Iztapa, Alberto Salguero, i dołączył do tego klubu. W gwatemalskiej Liga Nacional zadebiutował 25 sierpnia 2019 w przegranym 0:3 spotkaniu z Malacateco. Za kadencji kolejnego trenera, Ramiro Cepedy, został wyróżniającym się graczem zespołu.

## Kariera reprezentacyjna
W seniorskiej reprezentacji Gwatemali Guerra zadebiutował za kadencji selekcjonera Amariniego Villatoro, 15 listopada 2020 w wygranym 2:1 meczu towarzyskim z Hondurasem.